# Karen Pittel
Karen Pittel (* 1969) ist eine deutsche Wirtschaftswissenschaftlerin. Sie ist Professorin für Volkswirtschaftslehre, insbesondere Energie, Klima und erschöpfbare natürliche Ressourcen an der Ludwig-Maximilians-Universität München (LMU). Zugleich leitet sie das Zentrum für Energie, Klima und Ressourcen am ifo Institut für Wirtschaftsforschung.

## Leben
Pittel absolvierte ein Studium der Volkswirtschaftslehre an der Georg-August-Universität Göttingen und der University of North Carolina at Chapel Hill. Sie war an der Technischen Universität Chemnitz von 1995 bis 2000 wissenschaftliche Mitarbeiterin und von 2001 bis 2003 wissenschaftliche Assistentin. Sie promovierte ebendort. Von 2003 bis 2010 war sie Oberassistentin an der ETH Zürich, wo sie auch habilitierte. Von 2009 bis 2010 leitete sie an der ZHAW Winterthur das Zentrum für Wirtschaftspolitik. Seit dem Jahr 2010 ist sie Professorin an der LMU und leitet seit demselben Jahr das Zentrum für Energie, Klima und Ressourcen am ifo Institut. Sie ist seit 2016 Mitglied und seit 2020 Co-Vorsitzende des Wissenschaftlichen Beirats der Bundesregierung Globale Umweltveränderungen. Sie engagiert sich in der Akademieninitiative Energiesysteme der Zukunft (ESYS), die von den Wissenschaftsakademien acatech, Leopoldina und Akademienunion 2013 gestartet wurde. So wirkte sie bereits in einigen Arbeitsgruppen mit, die Publikationen zur Energiewende erarbeiten. Zudem ist sie Mitglied des ESYS-Direktoriums, das die Initiative leitet und nach außen vertritt.

## Wirken
Pittel forscht zur Energie-, Klima- und Ressourcenökonomie und setzt dabei einen Schwerpunkt auf die Transformation von Energiesystemen und die langfristige Effektivität und Effizienz der Klima- und Energiepolitik.
Im Vorfeld der Bundestagswahl 2021 kritisierte Pittel die Wahlprogramme der Parteien aufgrund ihrer unzureichenden Klimapolitik. So sagte sie: „Keines der Programme zeigt belastbare Wege auf, mit denen man das Ziel der Klimaneutralität bis 2045 verlässlich erreichen könnte.“

## Mitgliedschaften
- Seit 2019 Mitglied und stellvertretende Vorsitzende des Lenkungskreis der Wissenschaftsplattform Klimaschutz

## Veröffentlichungen (Auswahl)
- K. Pittel, D. T. Rübbelke: Climate policy and ancillary benefits: A survey and integration into the modelling of international negotiations on climate change. In: Ecological Economics. Band 68, Nr. 1–2, 2008, S. 210–220.
- S. Jensen, K. Mohlin, K. Pittel, T. Sterner: An introduction to the green paradox: the unintended consequences of climate policies. In: Review of Environmental Economics and Policy. Band 9, Nr. 2, 2015, S. 246–265.
- L. Bretschger, K. Pittel: Twenty key challenges in environmental and resource economics. In: Environmental and Resource Economics. Band 77, Nr. 4, 2020, S. 725–750.